# بول لوساكا
كان بول جون فيرمينو لوساكا (10 يناير 1935 - 11 نوفمبر 1996 ). (بالإنجليزية: Paul J. F. Lusaka)‏. سياسيًا ودبلوماسيًا زامبيا أصبح رئيسًا للجمعية العامة للأمم المتحدة في عام 1984.

## الحياة والسياسة
ولد لوساكا في قرية مومبا بالقرب من لوساكا في 10 يناير 1935. التحق بجامعة روما في ليسوتو حيث حصل على شهادة في التاريخ والجغرافيا في عام 1959. وفي العام التالي كان في برنامج التبادل الذي نقله إلى الجامعة من مينيسوتا بتمويل من مؤسسة فورد.
حصل على درجة الماجستير في الجغرافيا السياسية لعام 1963 من جامعة ماكغيل في مونتريال ، كندا ، كما تدرب في الدبلوماسية من قبل وحدة الأمم المتحدة الكندية. في عام 1964 كان في اللجنة العليا في زامبيا في لندن حيث تولى منصب نائب المفوض السامي في عام 1965 ، والذي شغل حتى عام 1968.
من 1968 عمل سفيرا زامبيا في رومانيا ويوغوسلافيا وروسيا ، حتى غادر روسيا ليصبح ممثلا دائما في الأمم المتحدة في عام 1972 بالإضافة إلى عدد من المناصب الدبلوماسية الأخرى. بين عامي 1973 و 1978 كان عضوا في البرلمان في زامبيا ، حيث شغل عددا من المناصب الوزارية.

## الأمم المتحدة
في عام 1979 أصبح الممثل الدائم لدى الأمم المتحدة ورئيسًا لمجلس الأمم المتحدة لناميبيا. كان نائب الرئيس في عام 1980 وفي السنة التالية رئيس المجلس الاقتصادي والاجتماعي. كان الممثل الرئيسي لزامبيا في مجلس الأمن في عامي 1979 و 1980.
في عام 1985 سجلت صحيفة نيويورك تايمز أنه بعد اجتماع مع عشرة من رؤساء الأمم المتحدة السابقين قال ، لم يكن هناك جنوب ، ولم يكن هناك شمال ، ولا شرق ولا غرب ، فقط 11 من الرسل.

## الأسرة
كان لوساكا متزوج ولديه أربعة أطفال.

## روابط خارجية
- بول لوساكا على موقع مونزينجر (الألمانية)